# Großlohra
Großlohra is een gemeente in de Duitse deelstaat Thüringen, en maakt deel uit van de Landkreis Nordhausen.
Großlohra telt 882 inwoners.
De gemeente maakte deel uit van Verwaltungsgemeinschaft Hainleite tot deze op 1 januari 2019 werd opgeheven. De functie van het samenwerkingsverband werd overgenomen door de gemeente Bleicherode als erfüllende Gemeinde.
De gemeente telt vier kernen: Friedrichslohra, Großwenden, Kleinwenden en Münchenlohra. In dat laatste dorp staat een kloosterbasiliek uit de 12e eeuw, gewijd aan Gangolf.

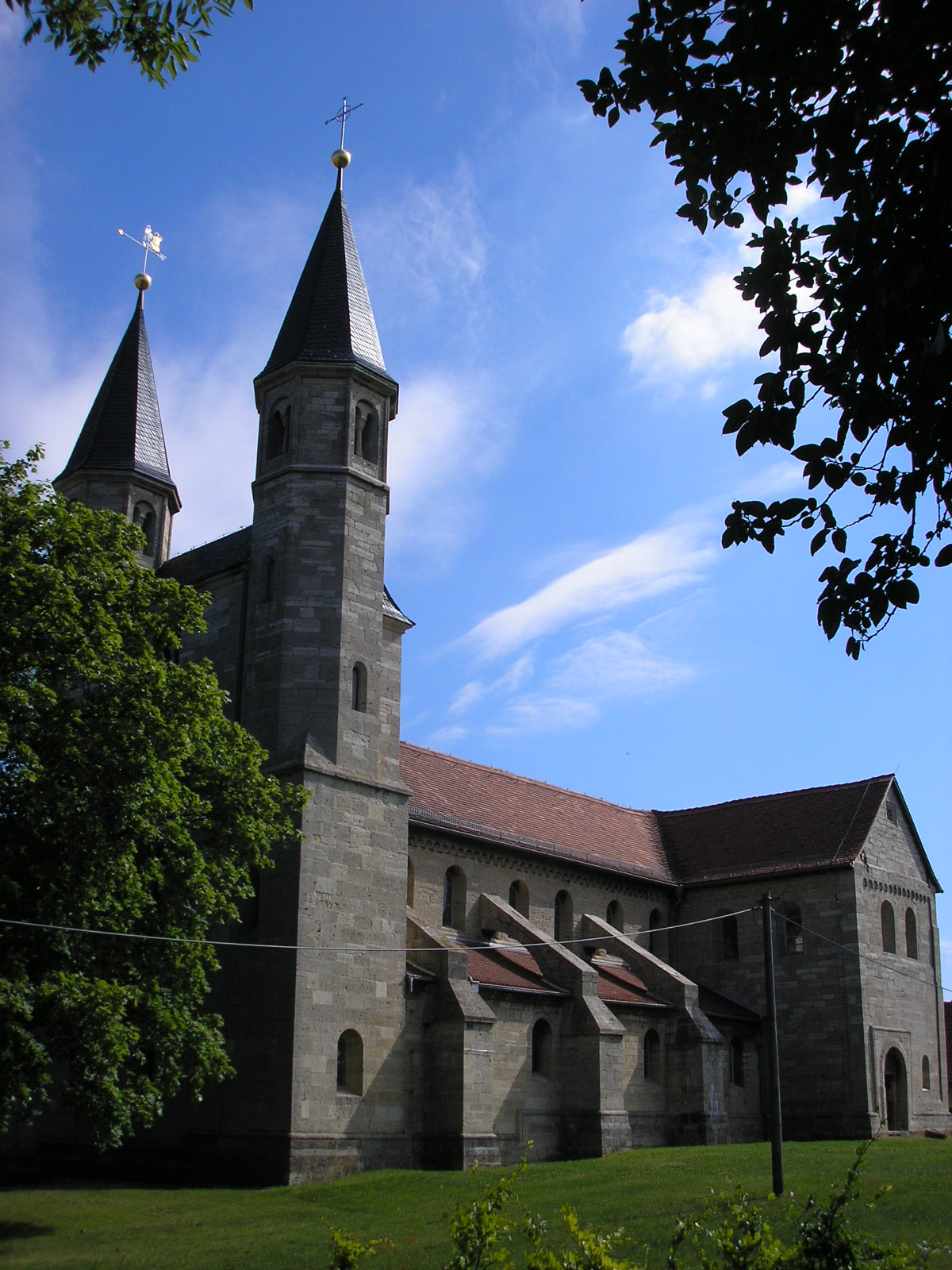
Kloosterbasiliek in Mönchenlohra

Bleicherode · Ellrich · Etzelsrode · Friedrichsthal · Görsbach · Großlohra · Hainrode/Hainleite · Harztor · Heringen/Helme · Hohenstein · Kehmstedt · Kleinbodungen · Kleinfurra · Kraja · Lipprechterode · Niedergebra · Nohra · Nordhausen (stad) · Sollstedt · Urbach · Werther · Wipperdorf · Wolkramshausen